# Veribubo ravus
Veribubo ravus är en tvåvingeart som först beskrevs av Zaitzev 1976.  Veribubo ravus ingår i släktet Veribubo och familjen svävflugor. Inga underarter finns listade i Catalogue of Life.